# Chris Malonga
Francis Chris Malonga Ntsayi  (ur. 11 lipca 1987 roku w Sens) − urodzony we Francji kongijski piłkarz, grający na pozycji pomocnika.

## Kariera klubowa
| Sezon   | Klub                   | Kraj       | Rozgrywki   | Mecze | Bramki | Rozgrywki Europy | Mecze | Bramki |
| ------- | ---------------------- | ---------- | ----------- | ----- | ------ | ---------------- | ----- | ------ |
| 2007/08 | AS Nancy               | Francja    | Ligue 1     | 32    | 5      | -                | -     | -      |
| 2008/09 | AS Nancy               | Francja    | Ligue 1     | 10    | 0      | Liga Europy UEFA | 3     | 1      |
| 2009/10 | AS Nancy               | Francja    | Ligue 1     | 25    | 4      | -                | -     | -      |
| 2010/11 | AS Nancy               | Francja    | Ligue 1     | 2     | 0      | -                | -     | -      |
| 2011/12 | AS Monaco              | Francja    | Ligue 2     | 8     | 1      | -                | -     | -      |
| 2012/13 | Lausanne Sports (wyp.) | Szwajcaria | Axpo League | 30    | 8      | -                | -     | -      |
| 2013/14 | AS Monaco              | Francja    | Ligue 1     | 0     | 0      | -                | -     | -      |

Stan na: 25 czerwca 2013 r.

## Kariera Reprezentacja
W reprezentacji Konga zadebiutował w 2007 roku. Dotychczas rozegrał w niej dziewięć meczów, w których zdobył dwa gole (stan na 12 sierpnia 2012).